# 江口镇 (剑阁县)
江口镇，是中华人民共和国四川省广元市剑阁县下辖的一个乡镇级行政单位。

## 行政区划
江口镇下辖以下地区：
闻江社区、新禾村、清明村、长江村、新庄村、七林村、高堂村、春雷村、罐林村、百包村、陵峰村和金钟村。